# Катастрофа C-47 под Себу
Катастрофа C-47 под Себу произошла в воскресенье 17 марта 1957 года на склонах горы Манунггал на острове Себу на Филиппинах с транспортным самолётом C-47 Skytrain. В результате крушения погибли 25 из 26 пассажиров самолёта, в том числе президент Филиппин Рамон Магсайсай. Среди погибших также было несколько министров, военных и журналистов. Единственным выжившим был репортер Philippine Herald Нестор Мата.
На момент своей смерти президент-националист Магсайсай пользовался широкой популярностью, и ожидалось, что он будет переизбран на второй срок на президентских выборах, состоявшихся в ноябре 1957 года.

## Самолёт и экипаж
Разбившийся самолёт был недавно отремонтированным двухмоторным C-47A-75-DL Skytrain, который эксплуатировался ВВС Филиппин и использовался как официальный президентский самолёт Магсайсая. Самолёт был приобретён недавно, налетал менее 100 часов. Экипаж состоял из пяти офицеров филиппинских ВВС во главе с майором Флоренсио Побре.
Самолет носил имя «Mt. Pinatubo» в честь давно спящего вулкана, тогда наиболее известного как самая высокая гора в родной провинции Магсайсая — Самбалес. Вулкан Пинатубо, спавший с 14 века, впоследствии «проснулся» в 1991 году и вызвал второе по величине извержение вулкана в XX веке, в результате которого погибло более 800 человек.

## Хронология событий
16 марта 1957 года президент Рамон Магсайсай прибыл в город Себу для участия в нескольких встречах и выступлениях. Он выступал на съезде ветеранов USAFFE, в Университете Висайских островов, Юго-Западном колледже и в Университете Сан-Карлоса. Вечером он посетил вечеринку в доме мэра города Себу Серхио Осменьи-младшего. Он уехал в аэропорт Лахуг и сел на свой самолёт незадолго до полуночи.
В час ночи самолёт вылетел из аэропорта Лахуг и направился на авиабазу Николс-Филд, расположенную примерно в 640 километрах от Манилы. Погода была хорошая, небо было чистым, с низкими разорванными облаками и яркой луной. Очевидцы на земле заметили, что самолёт не набрал достаточной высоты по мере приближения к горным хребтам в Баламбане. В 01:17 экипаж сообщил в официальный президентский дворец Малаканьянг, что президент прибудет на Николс-Филд около 03:15. Это сообщение было последним, переданным самолётом.
Опасения возникли после того, как самолёт Магсайсая не прибыл на Николс-Филд вовремя. К завтраку первая леди Лус Магсайсай и остальные члены семьи президента были проинформированы о пропаже самолёта. Вооруженные силы Филиппин при содействии ВВС и ВМС США начали поисковую операцию на земле и море. Первоначально поиски были сосредоточены на море, так как большая часть маршрута проходила над океаном. Новость быстро распространилась по Маниле и остальным Филиппинам, многие люди были расстроены, узнав о случившемся.
Во второй половине дня городской чиновник в Себу объявил, что самолёт потерпел крушение на склонах горы Манунггал в Баламбане, примерно в 35 км к северо-западу от Себу. Несколько местных жителей слышали звуки крушения, и утром 17-го числа увидели пылающие обломки самолёта. Они обнаружили одного выжившего, Нестора Мата, репортёра газеты Philippine Herald, которого они спустили вниз с горы. Мата, получивший ожоги второй и третьей степени, предположил, что самолёт разбился около 01:40 ночи. Других выживших не было. На следующий день, 18 марта, на место крушения прибыли военные спасатели. Тело президента Магсайсая было опознано его братом по наручным часам, впоследствии его личность была подтверждена по стоматологическим картам. Было установлено, что в момент крушения Магсайсай находился в своей комнате, расположенной сразу за кабиной пилота.
Через несколько часов после официального опознания тела президента Магсайсая вице-президент Карлос П. Гарсия был приведён к присяге в качестве 8-го президента Филиппин. Во время крушения он находился в Австралии на конференции SEATO.

## Пассажиры
Помимо президента Магсайсая и Маты, в самолёте находились ещё 24 человека, в том числе министр образования, герой партизанского движения и бывший сенатор Томас Кабили, Представитель 2-го округа Себу Педро Лопес и командующий ВВС Филиппин генерал Бенито Эбуэн. Также на борту присутствовал бывший олимпиец Фелипе Нунаг, в то время служивший адъютантом Магсайсая. Среди других пассажиров были различные гражданские и военные помощники президента и трое журналистов.

## Расследование
Согласно первоначальной версии, причиной авиакатастрофы стала диверсия. Магсайсай впервые получил известность, когда в должности министра обороны возглавил борьбу против коммунистического повстанческого движения Хукбалахап. Однако никаких доказательств в поддержку этой теории не было найдено. 27 апреля 1957 года начальник филиппинской полиции генерал Мануэль Ф. Кабал свидетельствовал перед комитетом Сената, что авария была вызвана усталостью металла, в результате чего лопнул приводной вал, что привело к отключению электроэнергии на борту вскоре после взлёта. Он добавил, что пока самолёт набирал высоту, также лопнул шпиндель карбюратора правого двигателя.